# Diospyros cachimboensis
Diospyros cachimboensis là một loài thực vật có hoa trong họ Thị. Loài này được Pires & Cavalc. mô tả khoa học đầu tiên năm 1960.